# Stazione di Nozzano
Stazione di Nozzano vasútállomás Olaszországban, Lucca település Nozzano frazionéjában.

## Vasútvonalak
Az állomást az alábbi vasútvonalak érintik:
- Viareggio-Firenze-vasútvonal

## Kapcsolódó állomások
A vasútállomáshoz az alábbi állomások vannak a legközelebb:
- Stazione di Massarosa-Bozzano (Stazione di Viareggio)
- Stazione di Montuolo (Stazione di Lucca)
- Stazione di Lucca